# 古川小夏
古川 小夏（ふるかわ こなつ、1992年6月5日 - ）は、日本の女性ダンスインストラクター、タレント。神奈川県出身。女性アイドルグループ『アップアップガールズ（仮）』の元オリジナルメンバー。

## 略歴

### ハロプロエッグ時代
モーニング娘。に憧れてアイドルを目指そうと考えた古川は、2002年、ハロー!プロジェクト・キッズ オーディションを受験したが、不合格となった。その後、2004年にハロプロ エッグ オーディション2004に合格。ハロプロエッグの1期生となった。
2005年1月、ハロー!プロジェクトのコンサートツアーにバックダンサーとして出演し、初のお披露目となった。後日発売された同コンサートの写真集に古川を含むハロプロエッグ20人の名前がローマ字で記載されている。その後、10月8日 - 10日にかけて行われたイベント「『モーニング娘。“熱っちぃ地球を冷ますんだっ。”文化祭2005』in 横浜」で、古川が参加していたユニット『ともいき・木を植えたい』のお披露目が行われた。
2006年3月、公式ブログ「ともいき・木を植えたい」を開始し、8月16日には、公式ブログ「こなつブログ」を開始した。同ブログは2008年5月31日に終了した。
2010年の夏頃、ハロプロエッグの体制変更により高校生以上のハロプロエッグメンバーは研修課程を修了することが決まったと所属事務所より宣告された。当時高校3年生で進路について悩んでいた古川が、ハロプロエッグとして「もうちょっと頑張ってみようかな」と考えていた矢先の出来事であった。ハロプロエッグとしての活動は、11月28日に横浜BLITZにて行われた「2010 ハロー!プロジェクト新人公演11月 〜横浜JUMP!〜」が事実上最後となった。

### アップアップガールズ（仮）時代
2011年1月31日、ハロプロエッグの研修課程を修了したことが発表された。2月22日には、K-POPカバーダンスグループ『UFZS』が結成され、そのメンバーとなった。
同年4月4日、女性アイドルグループ『アップフロントガールズ（仮）』としてのブログ「アップフロントガールズ（仮）オフィシャルブログ」の更新を開始した。後にグループ名は『アップアップガールズ（仮）』に改名された。
2012年1月1日、アップフロントグループの所属タレントによって構成される女性フットサルチーム『Gatas Brilhantes H.P.』の新メンバーになったことが発表され、4月29日、背番号が20であることが発表された。8月14日には、UFZSのリーダーとなることが発表された。
2020年10月23日、アップアップガールズ（仮）を卒業する予定であることを発表し、同年12月31日に卒業した。同時に所属事務所であったYU-M エンターテインメントを退所した。

### アイドル引退以降
退所後は芸能活動を休止し、ダンスのインストラクターに転身。アイドル時代の経験を活かした裏方として活動。
2024年6月より舞台にて芸能活動を再開・兼業し、休止していたSNSも約3年半ぶりに再開した。

## 人物
- アップアップガールズ（仮）でのメンバーカラーは自身が好きな色であるピンク[2][28]。2011年6月6日に行われた「アップフロントガールズ（仮）メンバーカラー決め大抽選会」にて決定した[29]。また、UFZSでの担当カラーもピンクである[30]。
- 公式ニックネームは「こなっちゃん」。その他の愛称は「こなつ」[2]
- 血液型が長らく不明だったが、2017年3月21日に「A型」であったことが判明。SHOWROOM番組「戦場（仮）」において発表された[31]。

### 振り付け
アップアップガールズ（仮）「Rainbow」振付をきっかけとして、同グループの楽曲のいくつかの振付を担当している。
2017年からはアップアップガールズ（仮）以外の振り付けも提供。
| 年     | 提供アーティスト                  | 楽曲名                                             |
| ------ | --------------------------------- | -------------------------------------------------- |
| 2017年 | アップアップガールズ（２）        | Sun!×3 初恋Ding Dong                               |
| 2017年 | ハコイリ♡ムスメ                   | アドベンチャー・ドリーム（アイドル夢工場カバー曲） |
| 2017年 | ハコイリ♡ムスメ                   | After School 4 O'clock（ribbonカバー曲）           |
| 2017年 | 柳♡箱（RYUTistとハコイリ♡ムスメ） | ともだち 皆さん、Love&Peaceです！                  |
| 2017年 | on and Go!                        | 心は動いてる                                       |
| 2018年 | はるな愛                          | BON ダンス                                         |

## 作品

### 映像作品
- X-QUEST『剣狼 -KENROH-』（2007年1月15日）[33]
- 第一回 ハロー!プロジェクト新人公演 〜さるの刻〜/〜とりの刻〜（2007年）
- スタンダードソングエンタテインメントPresents『えくぼ〜people song〜』（2007年12月19日）[34]
- 2008 ハロー!プロジェクト新人公演9月 〜芝公園STEP!〜（2008年11月）[35]
- つんく♂THEATER第6弾「あぁ女子合唱部〜栄光のかけら2008〜」（2009年6月7日）[36][リンク切れ]
- 2009 ハロー!プロジェクト新人公演6月 〜中野STEP!〜（2009年9月）[37]
- キューティー・ミュージカル「悪魔のつぶやき」〜アクマでキュートな青春グラフィティ〜（2011年1月19日）[38]
- 映画｢Cheerfu11y（チアフリー）｣（2012年1月18日、ユニバーサルミュージック）[39]
- 映画｢Cheerfu11y（チアフリー）｣〜The Making Of Cheerfu11y〜（2012年1月18日、ユニバーサルミュージック）[39]

## 出演

### コンサート
- Hello! Project 2005 夏の歌謡ショー 〜'05 セレクション! コレクション!〜（2005年7月） -  バックダンサーとして参加。
- Hello! Project 2006 Winter 〜ワンダフルハーツ〜（2006年1月） - バックダンサーとして参加。
- Hello! Project 2006 Summer 〜ワンダフルハーツランド〜（2006年7月）[40] - バックダンサーとして参加。
- 第一回 ハロー!プロジェクト新人公演 〜さるの刻〜／〜とりの刻〜（2007年5月13日、渋谷C.C.Lemonホール）[41]
- 2007 ハロー!プロジェクト新人公演8月 〜横浜で会いましょう〜（2007年8月26日、横浜BLITZ）[42]
- 2007 ハロー!プロジェクト新人公演11月 〜品川で会いましょう〜（2007年11月23日、品川ステラボール）[43]
- 2008 ハロー!プロジェクト新人公演3月 〜キラメキの横浜 〜（2008年3月29日、横浜BLITZ）[44]
- 2008 ハロー!プロジェクト新人公演6月 〜赤坂HOP!〜（2008年6月22日、赤坂BLITZ）[45]
- '08夏 ナイスガールプロジェクト!エモーショナルライブ（2008年8月9日、東京厚生年金会館）[46]
- 2008 ハロー!プロジェクト新人公演9月 〜芝公園STEP!〜（2008年9月23日、メルパルクホール）[47]
- 2008 ハロー!プロジェクト新人公演11月 〜横浜JUMP!〜（2008年11月24日、横浜BLITZ）[48]
- 2009 ハロー!プロジェクト新人公演4月 〜横浜HOP!〜（2009年4月4日・5日、横浜BLITZ）[49]
- 2009 ハロー!プロジェクト新人公演6月 〜中野STEP!〜（2009年6月7日、中野サンプラザ）[50]
- 2009 ハロー!プロジェクト新人公演9月 〜横浜JUMP!〜（2009年9月23日、横浜BLITZ）[51]
- 2009 ハロー!プロジェクト新人公演11月 〜横浜FIRE!〜（2009年11月23日、横浜BLITZ）[52]
- 2010年ハロプロエッグ ノリメンLIVE 2月（2010年2月28日、山野ホール）[53]
- 2010 ハロー!プロジェクト新人公演3月 〜横浜GOLD!〜（2010年3月27日、横浜BLITZ）[54]
- 2010 ハロー!プロジェクト新人公演6月 〜横浜HOP!〜（2010年6月5日、横浜BLITZ）[55]
- 2010 ハロー!プロジェクト新人公演9月 〜横浜STEP!〜（2010年9月5日、横浜BLITZ）[56]
- 2010 ハロー!プロジェクト新人公演11月 〜横浜JUMP!〜（2010年11月28日、横浜BLITZ）[13]

### イベント
- Cutie Circuit 2007 〜MAGICAL CUTIE感謝祭〜（2007年8月24日、東京体育館）[57]
- ハロプロエッグデリバリーステーション!02（2007年10月20日、サンストリート亀戸）[58]
- 五木ひろし クリスマスディナーショー（2007年12月24日、東京プリンスホテル鳳凰の間）[59]
- ハロプロエッグ デリバリーステーション in 夏Sacas'09（2009年7月31日・8月21日、赤坂サカス）[60]
- LUMI☆NETA 90（2012年9月27日、ルミネtheよしもと） - 仙石小夏（仮）としての出演[61]

### 舞台
- X-QUEST公演「剣狼 -KENROH-」（2006年10月5日 - 9日、東京芸術劇場小ホール1）[62]
- スタンダードソングエンタテインメントPresents「えくぼ〜people song〜」（2007年9月21日 - 30日、東京芸術劇場小ホール1）[63]
- つんく♂THEATER第6弾「あぁ 女子合唱部 〜栄光のかけら2008〜」（2008年9月13日 - 15日）仙道涼子 役[64]
- 2009年秋季エッグ研修発表会〜女優宣言〜（2009年10月、シアターグリーン）
- 2010年秋季エッグ研修発表会〜女優宣言〜（2010年10月1日、時事通信ホール）[65]
- キューティー・ミュージカル「悪魔のつぶやき」〜アクマでキュートな青春グラフィティ〜（2010年10月13日 - 22日、全労済ホールスペース・ゼロ）[66]真琴 役
- ワーサルシアタープロデュース 時間創造部〜スーパータイムマネージメント〜（2011年3月9日 - 23日、ワーサルシアター）[15] - 主演・菅野アリサ役[67]
- 新鮮な新撰組 〜嘘か!誠か?〜（2011年10月5日 - 10日、萬劇場）[68]
- あるジーサンに線香を（2012年4月21日 - 26日、三越劇場）[69][70]井上千春 役[71]
- HOTEL死界覚（2017年3月29日 -4月2日、新宿村LIVE）[72]
- X-QUEST公演『愛だ』（2017年10月18日 - 22日、新宿村LIVE）[73]
- 梅棒 8th公演「Shuttered Guy」（2018年3月28日 - 4月26日）[74]
- ZANY『十年希望～ぼくらのSentimental Journey 2024〜』（2024年6月12日 - 16日、上野ストアハウス）
- KANATA企画『live in a Dream』（2024年10月26日 - 28日、高田馬場 酒洛） - ジュエルナツミ 役

### 映画
- Cheerfu11y（2011年10月22日公開）[75] - 会長役[76]
  - SHIBUYA-AXにて同年10月12日に行われたプレミアム上映会にも出演し、チアダンスを生で披露した[77]。
- 篤姫ナンバー1（2012年4月7日公開） - ミホ役[78]
- 讐 〜ADA〜（2013年7月27日公開[79]）[80]

### テレビ番組
- 第58回NHK紅白歌合戦（2007年12月31日、NHK総合テレビ等）[81]
- 月曜ゴールデン「釣り刑事2」（2011年5月9日、TBS） - 小笠原幸 役[82]
- 金曜プレステージ「所轄刑事8」（2013年1月18日、フジテレビ） - 古谷真澄 役[83]
- 天才てれびくんYOU（2018年、NHK教育） - 八海兆子[84]